# Ужесельга
У́жесельга (карел. Uže-selga) — деревня в Прионежском районе Республики Карелия, административно входит в состав Деревянского сельского поселения.

## Население
| 2002 | 2009 | 2010 | 2013 |
| ---- | ---- | ---- | ---- |
| 208  | ↘205 | ↗254 | ↗287 |

## История
Известны упоминания о деревне в XVII веке. В частности, известно об ужесельгском крестьянине, который в конце XVII века владел мельницей на реке Лососинке (сегодня это площадь Кирова в городе Петрозаводске).
В XIX веке деревня называлась Махалова-Сельга, или Уже-Сельга.
К началу XX века существовало две деревни — Большая Ужасельга и Малая Ужасельга.
В первой половине XX века две деревни изменили названия — Верхняя Ужесельга и Нижняя Ужесельга.
Перед Великой Отечественной войной деревни носили названия Ужесельга и Ужесельга-на-Дороге.
В годы финской оккупации (1941—1944) в деревне действовал завод по производству деревянных чурок для газогенераторных двигателей. К весне 1944 года на заводе была произведена почти треть этой продукции для нужд всей Финляндии.
К середине XX века две деревни позднее объединились в деревню Ужесельга.
До революции в деревне действовал православный храм во имя Покрова Божией Матери.

### Территориальная принадлежность
- 1920-е годы — в составе Пригородного сельсовета
- 31 марта 1959 года — 3 января 1963 года — деревня подчинена городу Петрозаводску
- с 3 января 1963 года — в составе Деревянского сельсовета
- с 2006 года — в составе Деревянского сельского поселения

## Улицы
- ул. Дачная
- пер. Дачный
- ул. Зелёная
- ул. Лесная
- ул. Луговая
- ул. Парковая
- ул. Пудожская
- ул. Солнечная
- пер. Хвойный
- ул. Центральная
- пер. Рябиновый
- пер. Еловый
- ул. Загородная

## Транспорт
До 2006 г. Ужесельга была связана с Петрозаводском рейсами городского автобуса № 5 (в 2004 г. полупригородным № 511). В настоящее время Ужесельга круглогодично связана с Петрозаводском и Деревянкой рейсами пригородных автобусов, летом в Ужесельгу заходят дачные сезонные маршруты Петрозаводск-Дачи 41 км, Петрозаводск-Уя, Петрозаводск-Орзега. Имеются две остановки в обоих направлениях.
Неподалёку от Ужесельги имеется остановочный пункт Октябрьской железной дороги 390 км, на котором делает остановку пригородный поезд № 6376 Свирь — Петрозаводск-Пассажирская (курсирует в летнее время по выходным дням).